# ノスタリア
『ノスタリア』 (Nostalia) は、2007年2月に株式会社ノーブルマテリアから配信されたNTTドコモ、SoftBank携帯電話向けの多人数参加型シミュレーションゲームである。

## 世界観
北方孤島に首都を置く宗教国家エタルーナ帝国と大陸南方に首都を置く自由国家ネヴリカント共和国が互いに覇権を握るため50年に渡り戦争を行っている。
この長きに渡る戦争により大陸中央部一帯は無政府状態が続き、戦乱の世は多くの傭兵を生み出した。

## 概要
プレイヤーはエタルーナ帝国またはネヴリカント共和国どちらかに雇われた傭兵として大陸中央部の領土を奪い合う。
1週間で各戦場の戦果が争われ、戦果が多い国が次週戦場に対応した酒を飲むことが出来る。
戦果は以下の方法で取得する。
- 敵国プレイヤー、敵国NPC、中立NPCに攻撃ダメージを与える
- 敵国プレイヤー、敵国NPC、中立NPCを撃破する
- 慈愛スキルで味方プレイヤーの士気を回復する
- 戦場に滞在する（滞在時間に応じて戦果が得られる）
- 敵陣に到達する

戦場で得た戦果の10分の1をレメ（ノスタリアの通貨）として得られる。

## カードについて
カードは入手難易度毎にコモン、アンコモン、レア、スーパーレア、エクストラと分類されている。
カードは以下の方法で取得することが出来る。
- 酒場で酒を飲む
- 闘技場で週毎の最大連勝者になる
- 課金期間に応じて配布される
- ボーナスポイントを使用する
- クエストのカード配布条件を満たす（敵陣到達時に配布、クエストに勝利した国に配布）

現在は上記5パターンのカード取得方法が存在するが、通常は「酒場で酒を飲む」ことによりカードを取得することになる。
酒場には常に飲むことができるビアと前の週で優勢となった地域に対応した地域限定酒が存在し、それぞれの酒で入手できるレア、スーパーレアの種類は異なる。

## 戦闘システム
出撃する戦場を選択し、進軍コースを指定することにより進軍が開始される。
敵国プレイヤー、敵国NPC、中立NPC（一部除く）に接触すると自動的に戦闘が開始される。
撃破されずに敵陣に到達すると到達ボーナスとして戦果が得られる。
なお、自部隊が撃破されたことによるデメリットはない。